# Литл Фолс (Њу Џерзи)
Литл Фолс (енгл. Little Falls) град је у америчкој савезној држави Њу Џерзи.

## Демографија
По попису из 2000. године број становника је 10.855.
| Група             | 2000.         | 2010.    |
| Белци             | 9.593 (88,4%) | 0 (0,0%) |
| Афроамериканци    | 71 (0,7%)     | 0 (0,0%) |
| Азијати           | 456 (4,2%)    | 0 (0,0%) |
| Хиспаноамериканци | 579 (5,3%)    | 0 (0,0%) |
| Укупно            | 10.855        | 0        |